# Raimundo Ongaro
Raimundo José Ongaro (Mar del Plata, 13 de febrero de 1925 - Los Polvorines, 1 de agosto de 2016) fue un dirigente sindical argentino, secretario general del gremio de los trabajadores gráficos (1966-1976; 1984-2016) y de la CGT de los Argentinos (1968-1970).

## Militancia durante la dictadura de Onganía
En el Congreso de marzo de 1968 de la CGT, durante la dictadura de Juan Carlos Onganía, resultó elegido secretario general venciendo a las corrientes participacionista y vandorista. Pero el gobierno militar declaró ilegal el congreso, debido a que habían participado en el mismo congresales de sindicatos intervenidos por la dictadura. La falta de reconocimiento legal de las autoridades elegidas por el Congreso de marzo, llevó a Ongaro y varios de los sindicatos que participaron del Congreso a constituirse como CGT de los Argentinos, instalando la sede primero en la sede de la Federación Gráfica Bonaerense y luego de la intervención de esta en su propia casa.
La CGTA adoptó un perfil de confrontación abierta contra la dictadura gobernante y contra la CGT (que poco después eligió una nueva conducción de tendencia vandorista), acusando a sus dirigentes de "traidores" y "burócratas sindicales".
Aunque algunos sectores del peronismo, en particular Rucci, acusaran a Ongaro de trotskismo, su acción en la CGTA fue representativa del ala revolucionaria del peronismo, en la línea inaugurada por John William Cooke; estuvo ligado a dirigentes sindicales peronistas, como Ricardo De Luca y Lorenzo Pepe, al igual que a periodistas y escritores como Rodolfo Walsh, Horacio Verbitsky y Rogelio García Lupo y a artistas gráficos como Ricardo Carpani, Fernando Pino Solanas y el vanguardista Grupo Cine Liberación. Con Walsh había colaborado en varios textos, y artículos conjuntos habían visto la luz en la revista Cristianismo y Revolución.
Ongaro dio apoyo al alzamiento del Cordobazo, entre el 28 y el 30 de mayo de 1969. El 30 de junio, pocas horas después de la muerte de Vandor, fue encarcelado por el Gobierno militar al igual que Agustín Tosco y Elpidio Torres, las principales figuras del Cordobazo. Estaría preso varios años, y a su salida organizaría el movimiento llamado Peronismo de Base. Para entonces la CGT de los Argentinos ya estaba muy disminuida hasta desaparecer de hecho en los años siguientes.

## La aparición de la Triple A

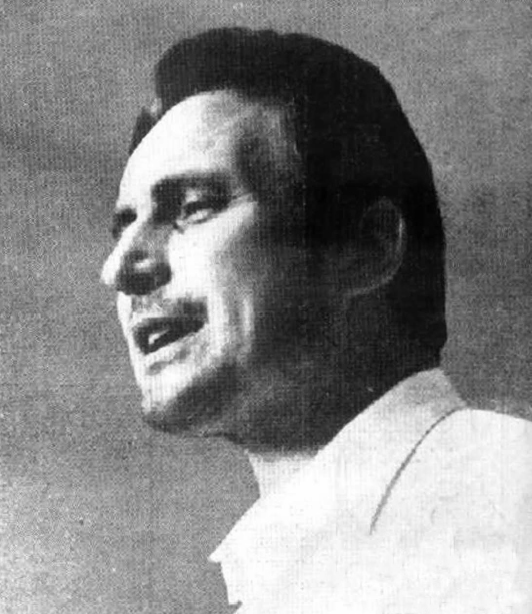
Foto de Ongaro publicada en una portada de la revista Cristianismo y Revolución.

El 15 y 16 de septiembre de 1974, poco después de la muerte de Perón y con María Estela Martínez de Perón, la CGTA creó la Coordinadora de Gremios, Comisiones Internas y Fábricas en Conflicto, desde el Ingenio Bella Vista de Tucumán. Participaron dirigentes de esa época ―Gonzalo Negro Chávez, Agustín Gringo Tosco, Atilio Santillán, Jorge Fernando Di Pascuale, Roberto Gringo Lopresti, Alberto Piccinini, Omar Turco Cherri, Francisco Barba Gutiérrez, entre otros―. Esta reunión fue la última de la CGT de los Argentinos. 
Ongaro mantuvo una oposición frontal al superministro José López Rega y el Gobierno, que el 9 de diciembre de 1974 dispuso su detención «a disposición del Poder Ejecutivo», sin orden judicial, conforme las facultades extraordinarias del estado de sitio. En la cárcel recibió la noticia de que uno de sus hijos, Alfredo Máximo, había sido asesinado por la Triple A. Tras acciones infructuosas contra otros de sus familiares, los siguió al exilio, donde permaneció hasta la restauración de la democracia.

## Exilio
Estando detenido sin orden judicial bajo el régimen de excepción del estado de sitio, en 1975 Ongaro hizo uso de la opción constitucional (artículo 23) de marchar al exilio.
Vivió en Lima (hasta 1976), París (hasta 1977) y Madrid (desde 1977 a 1984). En el exilio realizó una intensa militancia de denuncia sobre la situación de violación de derechos humanos en Argentina bajo la dictadura que tomó el poder en 1976, en especial la situación de los trabajadores y sindicalistas, incluida la Organización Internacional del Trabajo. También promovió la organización de los exiliados, desempeñando un papel importante en la fundación del Centro Sindical por los Derechos de los Trabajadores en Argentina y Latinoamérica y el Grupo de Trabajadores y Sindicalistas Argentinos en el Exilio, estableciendo vínculos con las centrales sindicales mundiales.

## Reconquista de la democracia
En 1984 Argentina reconquistó la democracia y Ongaro volvió al país.
En las elecciones presidenciales de 1989 apoyó al candidato peronista Carlos Saúl Menem. Ese año se pronunció en contra de la «marcha contra el indulto a las Juntas militares», señalando que «no es momento de agitación irresponsable para fabricar una expresión opositora», por lo que fue repudiado por organismos de derechos humanos.
Luego de la crisis de 2001 apoyó la recuperación de fábricas por parte de trabajadores gráficos, defendiendo la ocupación de las fábricas cerradas y su entrega a los trabajadores, con experiencias exitosas. Puntualmente Ongaro apoyó la reapertura de la fábrica Envases Plásticos Flexibles Mataderos, que había quebrado en 2009 y fue recuperada por sus trabajadores.